# Dubbelloof
Dubbelloof (Blechnum spicant (L.) Sm., ook wel Blechnum spicant (L.) Roth of Blechnum spicant L.) is een varen uit de dubbellooffamilie (Blechnaceae). De plant komt vrij algemeen voor langs greppels en in vochtige bossen op arme grond. De naam slaat op de twee soorten bladen: vruchtbare en onvruchtbare. De vruchtbare bladen staan rechtop, terwijl de onvruchtbare overhangen of op de grond liggen.

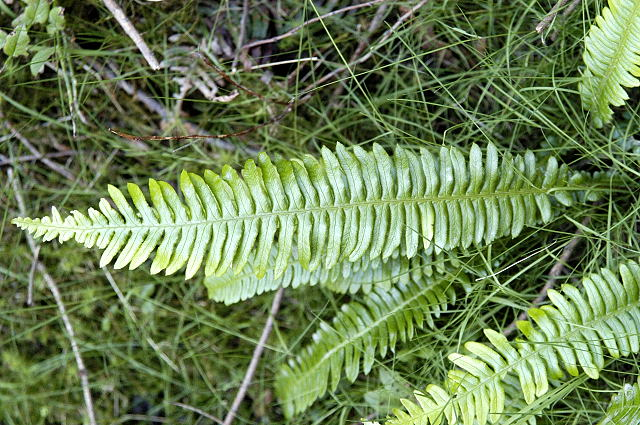
Blad

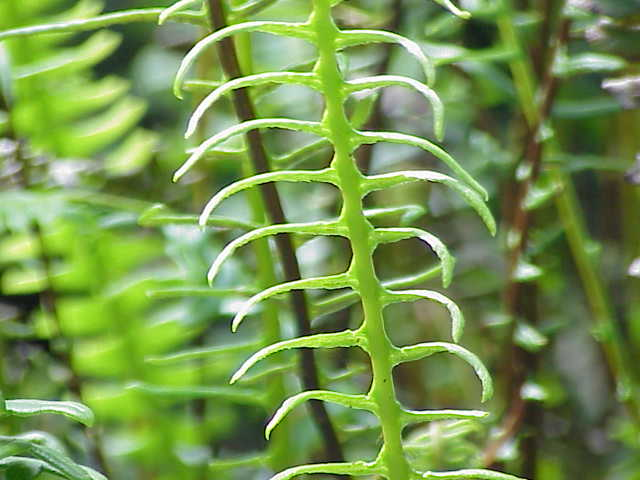
Blad

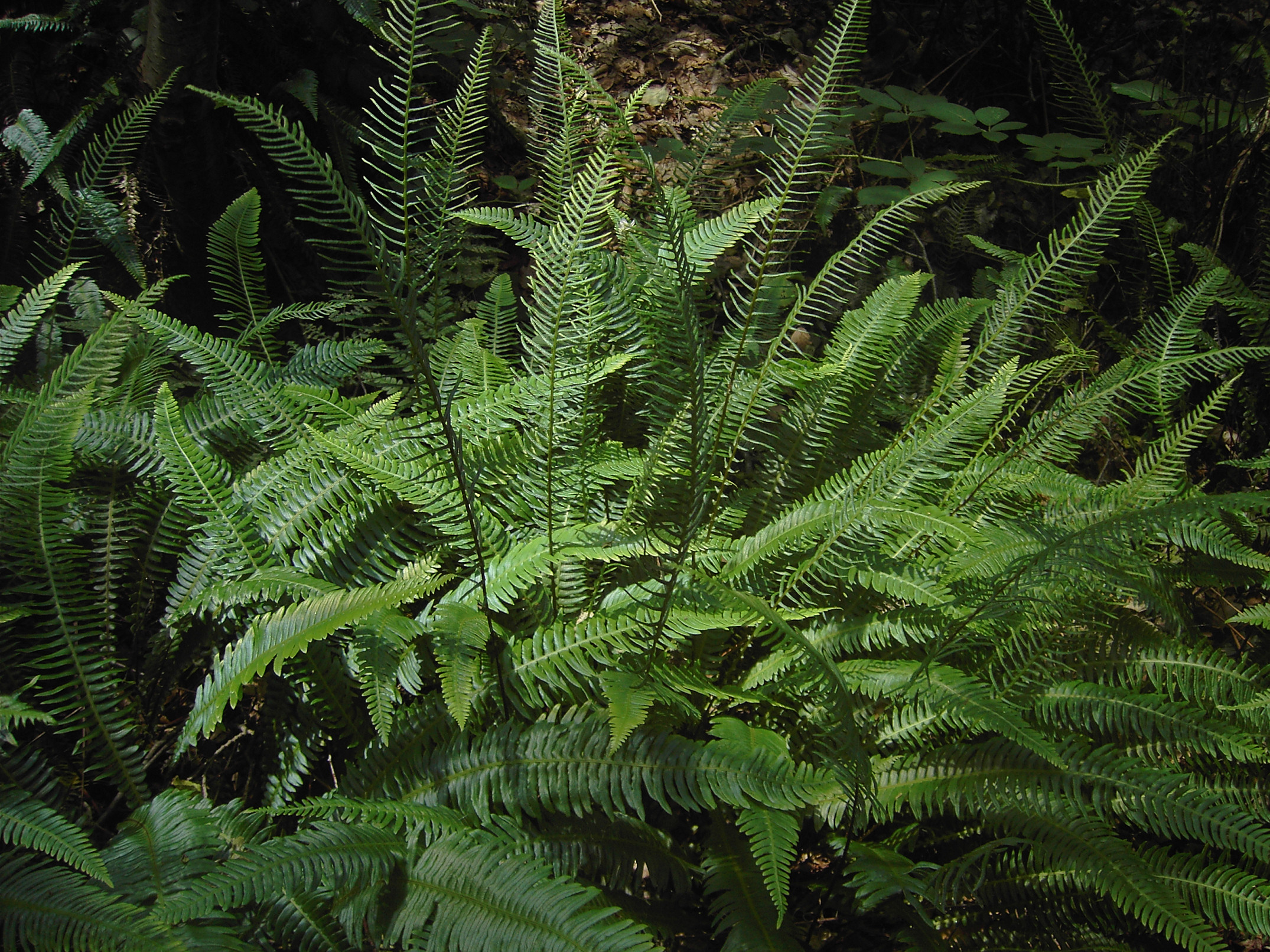
Steriele en fertiele bladen

De onvruchtbare bladen hebben langwerpige slippen en zijn maximaal 40 cm lang. Deze bladeren zijn groenblijvend. De vruchtbare bladeren hebben smalle slippen en zijn tot 70 cm lang. Ze sterven in de herfst alweer af. De twee sporenhoopjes (sori) zijn lijnvormig en zijn rijp in juli of augustus.